# Jingū

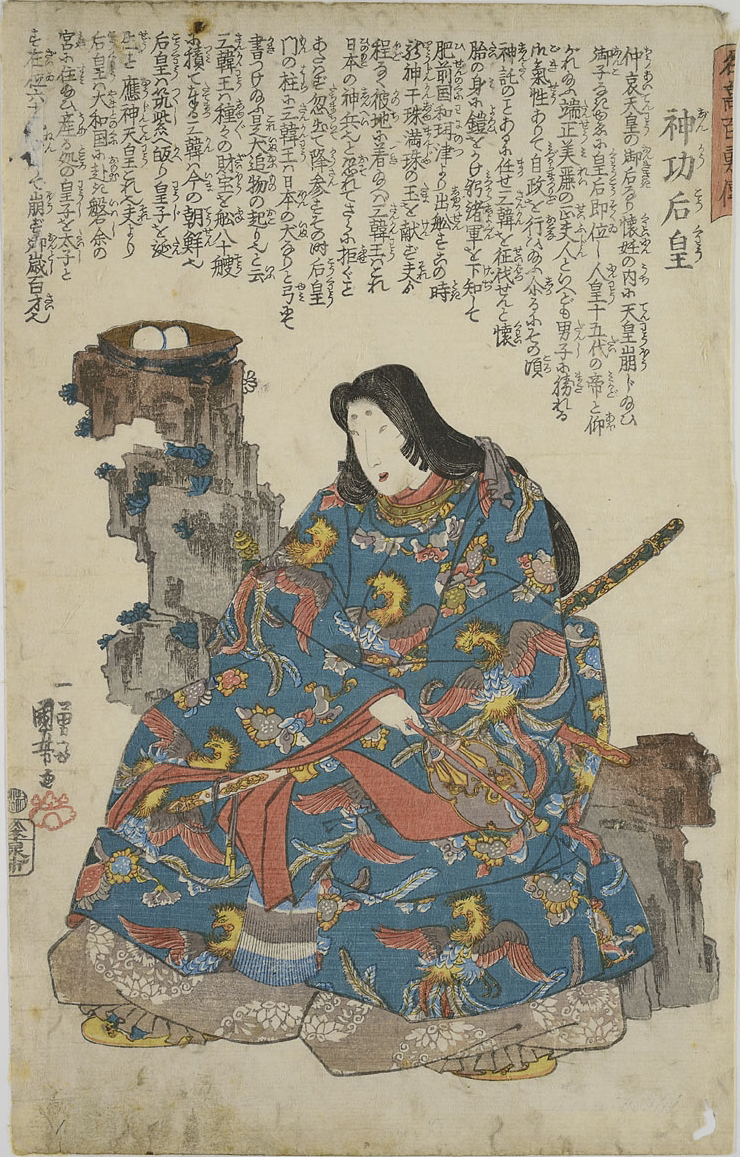
Kaiserin Jingū

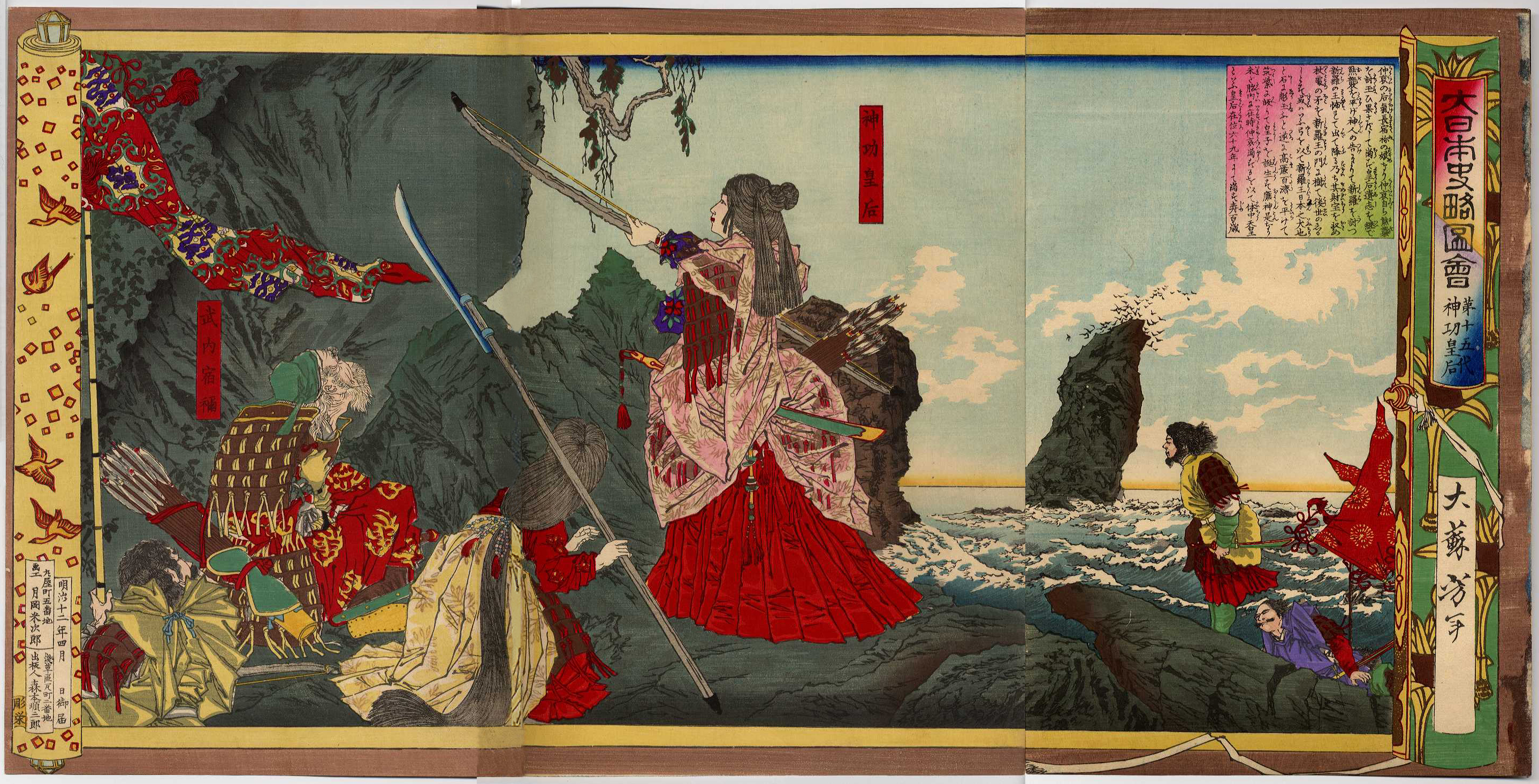
Kaiserin Jingu setzt ihren Fuß auf koreanische Erde, Gemälde von Yoshitoshi, 1880

Jingū (jap. 神功皇后, Jingū-kōgō; * ~169; † 269) war eine Gemahlin des Chūai-tennō und nach dem Tod ihres Mannes 201 bis zur Thronbesteigung ihres Sohnes Ōjin-tennō im Jahre 269 Regentin und den Mythen nach de facto Herrscherin Japans.

## Geschichte
Der Legende zufolge führte sie eine Invasionsarmee nach Korea und kehrte nach drei Jahren siegreich nach Japan zurück. Ihr Sohn Ōjin wurde nach ihrer Rückkehr geboren.
Die Legende von Jingūs Invasion der koreanischen Halbinsel basiert auf der traditionellen japanischen Interpretation der Gwanggaeto-Stele, die in der Mandschurei gefunden wurde. Diese erklärte die Vorherrschaft von Goguryeo über die Mandschurei und den nördlichen Teil Koreas. Eingehendere Untersuchungen ergaben, dass diese Interpretation auf Vermutungen basierte, da mehrere wichtige Buchstaben des Textes fehlten. Außerdem passen die Zusammenhänge eher mit Goguryeos direkten südlichen Nachbarn Silla und Paekche zusammen. Paekche hatte sehr enge Beziehungen mit Japan, einschließlich eines Austausches zwischen den Höfen, und war einer der Hauptwege des Transfers kontinentaler Kultur nach Japan.
Die meisten modernen Historiker, auch die japanischen, lehnen die Legende von Jingū ab. Die Geschichte ihrer Herrschaft könnte erfunden worden sein, um das Interregnum von 200 bis 270 zu erklären, das im Kojiki und im Nihonshoki erwähnt wird.
Nach Arai Hakuseki ist Jingū mit der Königin Himiko identisch, da die Autoren des Nihonshoki letztere als historische Figur als zur kaiserlichen Familie gehörend betrachten mussten. Neuere Forschungen schließen nunmehr jedoch eine Identität von Jingū mit Himiko aus. Himiko hat wissenschaftlichen Erkenntnissen zufolge mindestens 120 Jahre vor Jingū gelebt, vorausgesetzt, Jingū ist überhaupt eine historische Person gewesen.

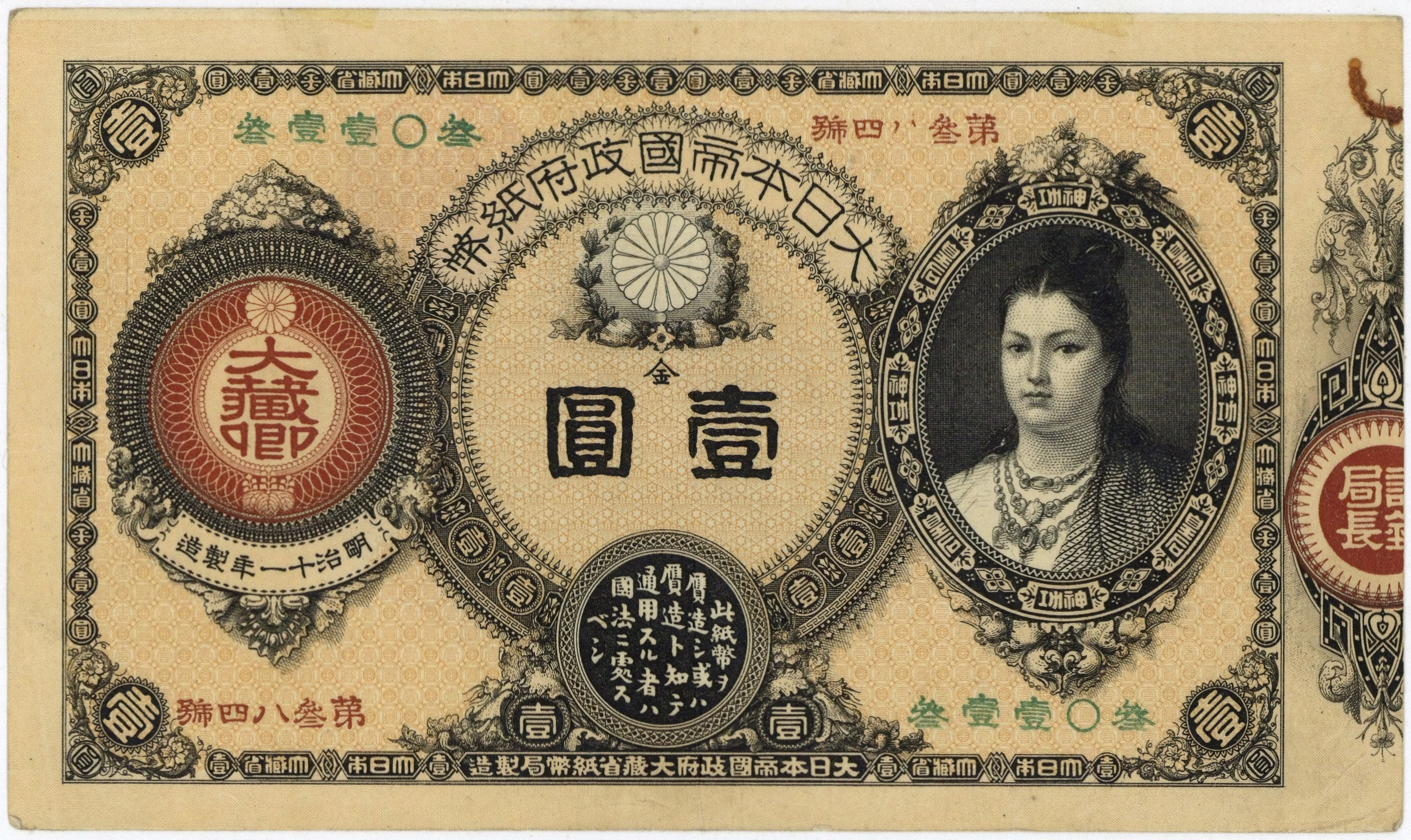
Jingū auf einer Banknote 1881. Stich von Edoardo Chiossone

1881 war Jingū die erste Frau auf einer japanischen Banknote.

## Shintō
Jingū-kōgō soll mehrere Schreine errichtet haben, darunter im Jahr 199 den Kashii-gū (Kashii, Fukuoka), in dem Chūai-tennō verehrt wird. Nach ihrer Rückkehr aus Korea soll sie dann eine Reihe von Schreinen in der Kōbe-Osaka-Region gegründet haben, darunter der Ikuta-Schrein im Jahr 210, der Nagata-Schrein in Kōbe, der Hirota-Schrein in Nishinomiya und der Sumiyoshi-Taisha in Osaka. Darüber hinaus wird ihr die Gründerschaft des Mekari-Schreins im Stadtbezirk Moji-ku der Stadt Kitakyūshū zugeschrieben.
Jingū wird auch in mehreren Schreinen als Kami verehrt und dabei meist mit ihrem Sohn assoziiert, so im Sumiyoshi-Taisha in Osaka, im Togi-hachiman-gū in Shika (vormals Togi-machi, Präfektur Ishikawa), im Kameyama-Schrein in Kure, im Himure-hachiman-gū in Ōmi-hachiman (Präfektur Shiga), im Shinzen-chō Hachiman-gū in Nagahama (Präfektur Shiga) und im Shikawa-mura Hachiman-gū (Präfektur Shimane). Als Kami trägt sie den Namen Okinaga-tarashi-hime (no mikoto), wobei für diesen Namen drei Schreibweisen in Gebrauch sind: 気長足姫尊, 息長帯比売命 und 大帯比売命.
Des Weiteren wird sie zusammen mit den zwei Kami Katsuma-no-ō-kami und Katsuyori-no-ō-kami (die entweder ihre Brüder oder Vasallen gewesen sein sollen) im Miyachitake-Schrein verehrt. Im Itate-hyōzu-Schrein wird der Kami Itate-no-kami verehrt, der den Bug ihres Schiffs verteidigt haben soll.